# Léonide Féodoroff
Pour les articles homonymes, voir Fiodorov.
Le Bienheureux Léonide Féodoroff (en russe : Леонидъ Ивановичъ Фёдоровъ, Leonid Ivanovitch Fiodorov), né le 4 novembre 1879 à Saint-Petersbourg et décédé le 7 mars 1935, était  le premier exarque de l'Église grecque-catholique russe. Condamné à la déportation dans la région nordique de la Russie, il y meurt de mauvais traitements. Il fut béatifié par Jean-Paul II le 27 juin 2001.

## Biographie

### Jeunesse et formation
Vladimir naît le 4 novembre 1879 à Saint-Pétersbourg dans une famille orthodoxe russe de condition modeste. Étudiant à l'Académie ecclésiastique de l'Église russe, il y rencontre Vladimir Soloviev qui l'engage à étudier les différentes traditions chrétiennes. Au terme d'un examen solitaire des Pères de l'Église et des conciles œcuméniques, Féodoroff décide de devenir catholique.

### Catholique et russe
Cette conversion le contraint à s'expatrier. Il part pour Rome en 1902 où il fait sa profession de foi catholique en l'église du Gesù. Il poursuit ses études en vue du sacerdoce au séminaire d'Anagni, à Rome et à Fribourg. Il refuse cependant d'adopter le rite romain: il veut être pleinement catholique et pleinement russe. Le 25 mars 1911, il reçoit l'ordination sacerdotale dans le rite byzantin en Bosnie. En 1913 il devient moine dans une skite studite grec-catholique, la Skite de Saint-Joseph à Kamenets, avec le nom monastique de Leonty,.

### Exarque de l'Église grecque-catholique russe
Il revient à Saint-Pétersbourg. Au bout d'un certain temps, il est arrêté et exilé en Sibérie. À sa libération, en 1917, il est nommé exarque de l'Église grecque-catholique russe par le métropolite André Cheptitsky,.
En 1923, il est arrêté une seconde fois. Condamné à dix ans de déportation, lors d'un procès retentissant qui condamna également Mgr Jan Cieplak et Mgr Constantin Budkiewicz, il est envoyé aux Îles Solovki sur la mer Blanche et à Viatka (actuellement Kirov), qui sont considérés comme des camps de la mort. Sa santé ne résiste pas aux dures conditions de la vie en déportation dans le Grand Nord. Il meurt en martyr de la Foi le 7 mars 1935,.

## Béatification
En 1937, son procès de béatification est ouvert avec l'appui du métropolite de l'Église grecque-catholique d'Ukraine André Cheptitsky. Il est béatifié le 27 juin 2001, à Lviv, lors de la visite pastorale que le pape Jean-Paul II fait en Ukraine.